# Flujo de lodo en Sidoarjo
El flujo de lodo en Sidoarjo (abreviado informalmente como Lusi, una contracción de Lumpur Sidoarjo donde «lumpur» es la palabra indonesia para «lodo») es la consecuencia de un volcán de lodo en erupción en el subdistrito de Porong, Sidoarjo en Java Oriental, Indonesia. El fenómeno tiene lugar desde mayo de 2006. Es el volcán de lodo más grande del mundo; su origen se atribuyó al estallido de un pozo de gas natural perforado por PT Lapindo Brantas, aunque algunos científicos y funcionarios de la empresa sostienen que fue causado por un terremoto distante.
En su punto máximo, Lusi arrojó hasta 180 000 metros cúbicos de lodo por día. A mediados de agosto de 2011, el lodo se descargaba a un ritmo de 10000 metros cúbicos por día, con 15 burbujas alrededor de su punto de salida. Esta fue una disminución significativa con respecto al año anterior, cuando el lodo se descargaba a una velocidad de 100000 metros cúbicos por día con 320 burbujas alrededor de su punto de chorro. Se espera que el flujo continúe durante los próximos 25 a 30 años. Aunque el flujo ha sido contenido por diques desde noviembre de 2008, las inundaciones resultantes interrumpen regularmente las carreteras y aldeas locales, y aún es posible que se produzcan más fugas.

## Entorno geológico
Los sistemas de volcanes de lodo son bastante comunes en la Tierra, y particularmente en la provincia indonesia de Java Oriental. Debajo de la isla de Java hay un semigraben de dirección este-oeste, relleno de carbonatos marinos y lodos marinos a alta presión. Forma una cuenca extensional invertida que ha estado geológicamente activa desde el Paleógeno. La cuenca comenzó a desarrollar una presión elevada durante el período Oligo-Mioceno. Parte del lodo sobrepresurizado escapa a la superficie para formar volcanes de lodo, que se han observado en Sangiran Dome cerca de Surakarta (Solo) en Java Central y cerca de la ciudad de Purwodadi, a 200 km al oeste de Lusi.
La cuenca de Java Oriental contiene una cantidad significativa de reservas de petróleo y gas, por lo que la región es conocida como una importante área de concesión para la exploración minera. El subdistrito de Porong, 14 km al sur de la ciudad de Sidoarjo, es conocido en la industria minera como el «Contrato de producción compartida de Brantas» (PSC), un área de aproximadamente 7250 km² que consta de tres campos de petróleo y gas: Wunut, Carat y Tanggulangin. En 2006, tres empresas —Santos (18%), MedcoEnergi (32%) y PT Lapindo Brantas (50%) - tenían derechos de concesión para esta área; PT Lapindo Brantas era el operador.

## Cronología de erupciones de lodo
El 28 de mayo de 2006, PT Lapindo Brantas apuntó al gas en los carbonatos de la Formación Kujung en el área de Brantas PSC mediante la perforación de un pozo denominado "pozo de exploración Banjar-Panji 1". En la primera etapa de perforación, la cadena  de perforación pasó primero a través de una costura de arcilla gruesa (500–1300 m de profundidad), luego a través de arenas, lutitas, escombros volcánicos y finalmente a rocas carbonatadas permeables. El pozo de Banjar Panji-1 se entubó hasta 1091 m. A las 5:00 a. m. hora local (UTC + 7) del 29 de mayo de 2006, luego de que el pozo alcanzara una profundidad total de 2834 m, esta vez sin un revestimiento protector, después de lo cual agua, vapor y una pequeña cantidad de gas hizo erupción en un lugar a unos 200 m al suroeste del pozo. Dos erupciones más ocurrieron el 2 y 3 de junio a unos 800-1000 m al noroeste del pozo, pero se detuvieron el 5 de junio de 2006. Durante estas erupciones, se liberó gas de sulfuro de hidrógeno y los aldeanos observaron lodo caliente, que se cree que tiene una temperatura de alrededor de 60 °C.
Un terremoto de magnitud 6.3 ocurrió en Yogyakarta a ~ 06:00 hora local del 27 de mayo de 2006, aproximadamente a 250 kilómetros al suroeste de Sidoarjo. Se ha sugerido que ocurrió una pequeña pérdida de lodo (20 barriles) en el pozo Banjar Panji-1 siete minutos después del terremoto de Yogyakarta (consistente con el tiempo que tardaron las ondas sísmicas del terremoto en llegar a la ubicación de Lusi), aunque no hay un informe claro de estas pérdidas en los datos de perforación, y también se ha informado alternativamente que estas pérdidas ocurrieron una hora antes del terremoto. El pozo sufrió una pérdida total de circulación a las 12:50 p.m. hora local del 26 de mayo de 2006, que fue entre 1.5 y 4.75 horas después de tres grandes réplicas. Se produce una pérdida de circulación cuando el lodo de perforación, necesario para el mantenimiento de la estabilidad del pozo, que se bombea por un pozo no regresa a la superficie sino que se pierde en alguna abertura o en un sistema de falla. Este problema de pérdida de lodo finalmente se detuvo cuando se bombeó material de pérdida de circulación al pozo, una práctica estándar en la perforación de un pozo de petróleo y gas. Un día después, el pozo sufrió un golpe de presión (también conocido como «patada», «patada de pozo» o «arremetida»), una afluencia de fluido de formación en el pozo. Los ingenieros de perforación de Lapindo Brantas informaron que el golpe de presión había cesado en tres horas, aunque interpretaciones alternativas de los registros de perforación, específicamente las fluctuaciones en curso en la presión de la tubería de perforación de fondo de pozo, indican que el golpe de presión continuó durante al menos 24 horas. Temprano al día siguiente, el 29 de mayo de 2006, el vapor, el agua y el lodo comenzaron a erupcionar hasta 200 metros sobre el pozo, un fenómeno que ahora se conoce como el volcán de lodo Lusi. El lodo de perforación denso y el cemento fueron bombeados al pozo Banjar Panji-1 en varias ocasiones en las 48 horas posteriores al inicio del flujo de lodo, en un intento de detener la erupción de lodo superficial. Los registros de perforación diarios de Lapindo Brantas indican que "la intensidad de las burbujas se redujo y el tiempo transcurrido entre cada burbuja es más largo" después de bombear lodo de perforación denso al pozo, indicando una comunicación directa entre Banjar Panji-1 y el flujo de lodo de Sidoarjo. En la referencia se puede encontrar una revisión detallada del calendario de eventos clave en la perforación de Banjar Panji-1 y los primeros días del flujo de lodo de Sidoarjo.

## Hipótesis sobre las posibles causas
El nacimiento de Lusi fue un gran desastre para la población que vivía en las cercanías, con la pérdida de sus casas, propiedades y sus medios de vida. Para la comunidad científica, sin embargo, fue una oportunidad de estudiar el proceso geológico en evolución de un volcán de lodo. En el pasado, los vulcanólogos del lodo solo podían estudiar los volcanes de lodo existentes o antiguos durante los períodos inactivos. Por lo tanto, Lusi es una ocasión única y una oportunidad única para realizar experimentos científicos para mejorar nuestra comprensión. También ofrece oportunidades para estudiar la condición en el fondo del pozo de un volcán de lodo de las litologías del pozo de exploración vecino Banjar-Panji.|
Para explicar qué provocó el volcán de lodo, se han sugerido tres hipótesis, aunque ninguna ha ganado un consenso amplio:
- Fractura inducida por perforación o reactivación de fallas (que refleja un evento creado por el hombre)
- Reactivación de fallas provocadas por terremotos (que reflejan un evento natural)
- Procesos geotérmicos (que reflejan el calentamiento geotérmico)

### Fractura inducida por la perforación, por lo tanto, un evento creado por el hombre
A partir de un modelo desarrollado por geólogos del Reino Unido, la tubería de perforación penetró la roca caliza sobrepresurizada, provocando el arrastre de lodo por el agua. Mientras se sacaba la cadena de perforación del pozo, se producían pérdidas continuas de lodo de perforación, como lo demuestran los informes diarios de perforación que indican "aumento de sobrecarga", "solo rendimientos del 50%" e "incapacidad de mantener el pozo lleno". La pérdida de lodo de perforación y la caída asociada en el peso del lodo de fondo de pozo eventualmente resultó en un golpe de presión de perforación, con más de 365 barriles de fluido en erupción en la boca del pozo Banjar Panji-1. Los dispositivos de prevención de reventones se cerraron para ayudar a eliminar el golpe de presión, lo que resultó en un aumento en la presión de fondo de pozo dentro del pozo. El modelo de activación inducida por la perforación propone que el aumento de presión dentro del pozo fue lo suficientemente alto como para inducir una gran fractura hidráulica en la formación. La presión adicional provocó que las fracturas hidráulicas se propagaran entre 1 y 2 km hacia la superficie y emergieran a 200 m del pozo. La falta de revestimiento protector en los 1742 m del fondo del pozo se considera una razón clave por la cual no se pudo controlar el golpe de presión de perforación y para que las presiones durante el golpe de presión fueran lo suficientemente altas como para iniciar la fracturación hidráulica. Alternativamente, también se ha sugerido que el aumento de la presión del fluido en el pozo, debido al golpe de presión, puede haber provocado la reactivación de un sistema de falla cercano, en lugar de la fracturación hidráulica (de manera similar a cómo la inyección de fluido puede inducir la sismicidad). Aunque la tubería de revestimiento de acero se utiliza para proteger la perforación del pozo en la exploración de petróleo o gas, esto solo se puede aplicar en etapas después de perforar cada nueva sección del pozo; ver perforación en busca de petróleo.
La distancia relativamente pequeña, alrededor de 180 m, entre el volcán de lodo Lusi y el pozo que perfora Lapindo (el pozo Banjarpanji) puede no ser una coincidencia, ya que menos de un día antes del inicio del flujo de lodo el pozo sufrió un golpe de presión. El análisis sugiere que el pozo tiene poca resistencia a un golpe de presión. De manera similar, una grieta NE-SO en la superficie del sitio de perforación puede ser evidencia de un reventón subterráneo. El pozo pudo haber sufrido un reventón subterráneo que resultó en una brecha en la superficie.

### Reactivación de fallas inducidas por terremotos, por lo tanto, un evento natural
El momento relativamente cercano del terremoto de Yogyakarta, los problemas de pérdida de lodo y golpes de presión en el pozo y el nacimiento del volcán de lodo continúan interesando a los geocientíficos. ¿El volcán de lodo se debió al mismo evento sísmico que provocó el terremoto? Geocientíficos de Noruega, Rusia, Francia e Indonesia han sugerido que el temblor causado por el terremoto de Yogyakarta puede haber inducido la licuefacción de la capa de arcilla Kalibeng subyacente, liberando gases y provocando un cambio de presión lo suficientemente grande como para reactivar una falla importante cercana (la falla Watukosek). , creando un camino de flujo de lodo que causó Lusi.
Han identificado más de 10 volcanes de lodo desencadenados naturalmente en la provincia de Java Oriental, con al menos cinco cerca del sistema de fallas Watukosek, lo que confirma que la región es propensa al vulcanismo de lodo. También mostraron que las grietas en la superficie que rodean a Lusi corren predominantemente NE-SW, la dirección de la falla Watukosek. El aumento de la actividad de filtración en los volcanes de lodo a lo largo de la falla de Watukosek coincidió con el evento sísmico del 27 de mayo de 2006. Es posible que se haya reactivado un sistema de falla importante, lo que resultó en la formación de un volcán de lodo.

### Proceso geotermal
Lusi está cerca del arco de volcanes en Indonesia, donde las actividades geotérmicas son abundantes. El volcán más cercano, el complejo Arjuno-Welirang, está a menos de 15 km. El lodo caliente sugiere que alguna forma de calentamiento geotérmico del volcán magmático cercano puede haber estado involucrada. El agua caliente y el vapor que fluye del respiradero, la ubicación de Lusi cerca de un complejo volcánico magmático y su sistema de recarga indican que Lusi puede ser un fenómeno geotérmico.

## Investigaciones

### Causa

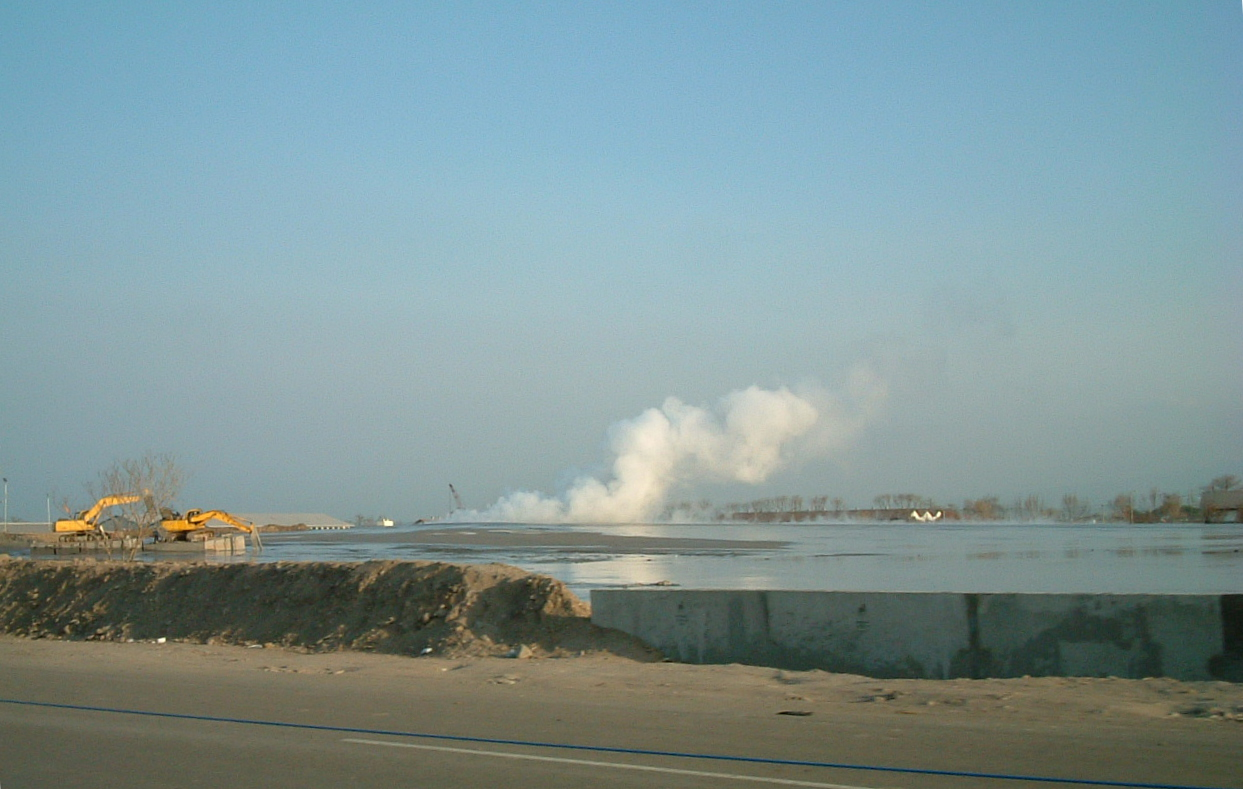
Flujo de lodo, foto tomada el 21 de julio de 2006

Hubo controversia sobre qué provocó la erupción y si el evento fue un desastre natural o no. Según PT Lapindo Brantas, fue el terremoto de Yogyakarta de 2006 lo que provocó la erupción del flujo de lodo, y no sus actividades de perforación. Dos días antes de la erupción de lodo, un terremoto de magnitud 6.3 sacudió la costa sur de las provincias de Java Central y Yogyakarta, matando a 6234 personas y dejando a 1.5 millones sin hogar. En una audiencia ante los parlamentarios, altos ejecutivos de PT Lapindo Brantas argumentaron que el terremoto fue tan poderoso que reactivó fallas previamente inactivas y también generó profundas fracturas subterráneas, permitiendo que el lodo saliera a la superficie, y que la presencia de su empresa fue coincidente, lo que debería eximirlos del pago de indemnización por daños a las víctimas. Si se determina que la causa del incidente es natural, entonces el gobierno de Indonesia tiene la responsabilidad de cubrir el daño. Aburizal Bakrie, el entonces Ministro de Bienestar Social de Indonesia en ese momento, y cuya empresa familiar controla la empresa operadora PT Lapindo Brantas, también se hizo eco de este argumento.
Sin embargo, el equipo de geólogos del Reino Unido restó importancia al argumento de Lapindo y concluyó "... que el terremoto que ocurrió dos días antes es una coincidencia". Si bien podría haber generado un nuevo sistema de fracturas y estratos debilitados alrededor del pozo Banjar-Panji 1, no pudo haber sido la causa de la formación de la fractura hidráulica que creó el respiradero principal a 200 m del pozo. Además, no se informó de ningún otro volcán de lodo en Java después del terremoto y el sitio principal de perforación se encuentra a 300 km del epicentro del terremoto. Se estimó que la intensidad del terremoto en el sitio de perforación fue solo de magnitud 2 en la escala Richter, produciendo el mismo efecto que un camión pesado que pasa sobre el área.
En junio de 2008, un informe publicado por científicos británicos, estadounidenses, indonesios y australianos concluyó que el volcán no fue un desastre natural, sino el resultado de la perforación de petróleo y gas.

### Caso legal
El 5 de junio de 2006, MedcoEnergi (una empresa asociada en el área de Brantas PSC) envió una carta a PT Lapindo Brantas acusándolos de incumplir los procedimientos de seguridad durante el proceso de perforación. La carta además atribuye "negligencia grave" a la empresa operadora por no equipar el pozo con revestimiento de seguridad de acero. Poco después, el entonces vicepresidente Jusuf Kalla anunció que PT Lapindo Brantas y el propietario, el Grupo Bakrie, tendrían que indemnizar a miles de víctimas afectadas por los flujos de lodo. Luego se iniciaron investigaciones criminales contra varios altos ejecutivos de la empresa porque la operación de perforación había puesto en riesgo la vida de la población local.
Aburizal Bakrie dijo con frecuencia que no está involucrado en las operaciones de la empresa y se distanció aún más del incidente. Incluso en su calidad de Ministro de Bienestar Social, Aburizal Bakrie se mostró reacio a visitar el lugar del desastre. El grupo empresarial familiar de Aburizal Bakrie, Bakrie Group, uno de los propietarios de PT Lapindo Brantas, había estado tratando de distanciarse del incidente de Lusi. Temeroso de ser considerado responsable del desastre, Bakrie Group anunció que vendería PT Lapindo Brantas a una compañía offshore por solo $2, pero la Agencia de Supervisión de los Mercados de Capitales de Indonesia [Id] bloqueó la venta. Se hizo un nuevo intento de intentar vender a una empresa registrada en las Islas Vírgenes, Freehold Group, por un millón de dólares Estados Unidos, que también fue detenido por el organismo de supervisión gubernamental por ser una venta no válida. Se le pidió a Lapindo Brantas que pagara alrededor de 2.5 billones de rupias (unos 276.8 millones de dólares) a las víctimas y alrededor de 1.3 billones de rupias como costos adicionales para detener el flujo. Algunos analistas predicen que Bakrie Group buscará la quiebra para evitar el costo de la limpieza, que podría ascender a mil millones de dólares.
El 15 de agosto de 2006, la policía de Java Oriental confiscó el pozo Banjar-Panji 1 para asegurarlo para el juicio. Mientras tanto, el organismo de control ambiental de Indonesia, WALHI, había presentado una demanda contra PT Lapindo Brantas, el presidente Susilo Bambang Yudhoyono, el ministro de Energía de Indonesia, el ministro de Asuntos Ambientales de Indonesia y funcionarios locales.
Después de las investigaciones de expertos independientes, la policía concluyó que el flujo de lodo había sido un "estallido subterráneo", provocado por la actividad de perforación. Se observa además que no se habían utilizado revestimientos de acero, lo que podría haber evitado el desastre. Trece ejecutivos e ingenieros de Lapindo Brantas enfrentan doce cargos por violar las leyes indonesias.

### Artístico
La artista australiana Susan Norrie investigó el significado político y ecológico del evento en una instalación de video de dieciséis pantallas en la Bienal de Venecia de 2007.

## Evolución posterior

### 2008
Al 30 de octubre de 2008, el flujo de lodo seguía en curso a una tasa de 100 000 metros cúbicos por día. A mediados de agosto de 2011, el lodo se descargaba a un ritmo de 10000 m³ por día, con 15 burbujas alrededor de su punto de salida.
Un estudio encontró que el volcán de lodo estaba colapsando por su propio peso, posiblemente comenzando la formación de una caldera. Los investigadores dijeron que los datos de subsidencia podrían ayudar a determinar qué parte del área local se verá afectada por Lusi. Su investigación utilizó datos satelitales y GPS registrados entre junio de 2006 y septiembre de 2007 que mostraron que el área afectada por Lusi se había hundido entre 0.5 y 14.5 metros por año. Los científicos descubrieron que si Lusi continuaba en erupción durante tres a 10 años a las tasas constantes medidas durante 2007, la parte central del volcán podría hundirse entre 44 y 146 m. Indicaron que el hundimiento se debió al peso del lodo y al colapso de los estratos rocosos debido a la excavación de lodo debajo de la superficie. Su estudio también encontró que mientras algunas partes de Sidoarjo se estaban hundiendo, otras se estaban elevando, lo que sugiere que el sistema de fallas de Watukosek se había reactivado debido a la erupción.
Un estudio realizado por un grupo de geocientíficos indonesios dirigido por Bambang Istadi predijo la evolución del área afectada por el flujo de lodo durante un período de diez años. El modelo simuló el flujo de lodo y su posible resultado con el fin de encontrar lugares seguros para reubicar a las personas y las infraestructuras afectadas.
Después de que comenzaron a aparecer nuevos flujos de gas caliente, los trabajadores comenzaron a reubicar a las familias y algunos resultaron heridos en el proceso. Los trabajadores fueron trasladados a un hospital local para recibir tratamiento por quemaduras graves. En Siring Barat, 319 familias más fueron desplazadas y en Kelurahan Jatirejo, se esperaba que 262 familias se vieran afectadas por los nuevos flujos de gas. Las familias que protestaban salieron a las calles para exigir una compensación, lo que a su vez agregó más demoras a la carretera de desvío ya estresada de Jalan Raya Porong y la carretera de peaje Porong-Gempol.
El gobierno de Indonesia ha declarado que su corazón está con la gente. Sin embargo, la reunión del gabinete sobre cómo desembolsar la compensación se ha retrasado hasta nuevo aviso. Un funcionario local, Saiful Ilah, firmó una declaración anunciando que "El gobierno va a defender al pueblo de Siring". Tras este anuncio, cesaron las protestas y el tráfico volvió a la normalidad una hora más tarde.

#### Salida de las partes interesadas
La compañía australiana de petróleo y gas Santos Limited fue un socio minoritario en la empresa hasta 2008. En diciembre de 2008, la compañía vendió su participación del 18% en el proyecto a Minarak Labuan, el propietario de Lapindo Brantas Inc. Labuan también recibió un pago de Santos de 22,5 millones de dólares "para apoyar los esfuerzos de gestión del lodo a largo plazo". El monto fue cubierto por la provisión existente para costos relacionados con el siniestro. Santos había provisionado 79 millones de dólares en costos asociados con el desastre. Santos había manifestado en junio de 2006 que mantenía "una cobertura de seguro adecuada para este tipo de sucesos".

##### 2010
En abril de 2010 comenzaron a aparecer nuevos flujos de lodo, esta vez en la autopista Porong, que es la carretera principal que une Surabaya con Probolinggo y las islas al este, incluida Bali, a pesar del engrosamiento y fortalecimiento de la carretera. Se planea una nueva carretera para reemplazar esta, sin embargo las tareas se ven obstaculizadas por problemas de adquisición de tierras. El ferrocarril principal también pasa por el área, que está en peligro de explosión debido a la filtración de metano y la ignición podría provenir de algo tan simple como un cigarrillo arrojado.
En junio de 2009, los residentes habían recibido menos del 20% de la compensación sugerida. A mediados de 2010, los pagos de reembolso a las víctimas no se habían liquidado por completo y las acciones legales contra la empresa se habían estancado. Cabe mencionar que el propietario de la empresa de energía, Aburizal Bakrie, era el Ministro Coordinador de Bienestar del Pueblo en el momento del desastre y actualmente es el presidente de Golkar, uno de los partidos políticos más influyentes de Indonesia.

##### 2011
En 2011, Lapindo Brantas publicó un Informe de Impacto Social independiente.
El lodo de Sidojaro es rico en sal de roca (halita) y ha proporcionado una fuente de ingresos para los residentes locales que han estado recolectando la sal para venderla en el mercado local.

##### 2013
A fines de 2013, se informó que los consultores internacionales que habían estado monitoreando la situación dijeron que la erupción de lodo en Sidoardjo estaba disminuyendo con bastante rapidez y que las indicaciones eran que la erupción podría cesar quizás en 2017, mucho antes de lo estimado anteriormente. Los científicos notaron que el sistema estaba perdiendo presión con bastante rapidez y había comenzado a pulsar en lugar de mantener un flujo constante. Se creía que el patrón pulsante era una clara señal de que las fuerzas geológicas que impulsaron la erupción estaban disminuyendo.

Destrucción causada por el flujo de lodo de Sidoarjo, enero de 2014

##### 2016
Para 2016, el flujo de lodo continuó con decenas de miles de litros de lodo contaminado con metales pesados que se filtraron a los ríos. El sitio se ha vuelto de interés para los "turistas de desastres" que visitan el área. Hasta ahora, la Agencia de Manejo de Flujos de Lodo de Sidoarjo, un grupo de trabajo respaldado por el gobierno, ha realizado pagos a unos 3300 hogares que representan el 95% de los afectados.

## Discusiones sobre las causas
De las tres hipótesis sobre la causa del volcán de lodo Lusi, la hipótesis del hidro-fracturamiento pareció ser la más debatida. El 23 de octubre de 2008, una agencia de relaciones públicas de Londres, en representación de uno de los propietarios del pozo de petróleo, comenzó a dar amplia publicidad a lo que describió como "nuevos hechos" sobre el origen del volcán de lodo, que posteriormente se presentaron en una Asociación Estadounidense del Petróleo. Conferencia de geólogos en Ciudad del Cabo, Sudáfrica, el 28 de octubre de 2008 (ver la siguiente sección). La afirmación de los geólogos y perforadores de Energi Mega Persada fue que "En una reciente Conferencia de la Sociedad Geológica de Londres, proporcionamos nuevos hechos autorizados que dejan absolutamente claro que la perforación no pudo haber sido el detonante de LUSI". Otros informes verbales de la conferencia en cuestión indicaron que la afirmación de ninguna manera fue aceptada sin crítica, y que cuando se publiquen los nuevos datos, es seguro que se examinará de cerca.
En 2009, estos datos de pozos fueron finalmente publicados y publicados en el Journal of Marine and Petroleum Geology para uso de la comunidad científica por parte de los geólogos y perforadores de Energi Mega Persada. Es una práctica común en la industria del petróleo y el gas proteger de cerca su información geológica y de perforación, y la empresa involucrada no es una excepción. Sin embargo, después de dicha publicación, la investigación científica futura sobre Lusi debería tener acceso a un conjunto de datos creíbles y no ser tan restrictiva como lo fueron los primeros autores con su calidad de datos limitada y cuestionable para respaldar sus afirmaciones.
Después de escuchar los argumentos (revisados) de ambas partes sobre la causa del volcán de lodo en la Convención Internacional de la Asociación Estadounidense de Geólogos del Petróleo en Ciudad del Cabo en octubre de 2008, la gran mayoría de la audiencia de la sesión de la conferencia estuvo presente (compuesta por profesionales de petróleo y gas de la AAPG). ) votó a favor de la opinión de que el flujo de lodo de Lusi (Sidoarjo) había sido inducido por perforación. Sobre la base de los argumentos presentados, 42 de los 74 científicos llegaron a la conclusión de que la perforación era totalmente responsable, mientras que 13 consideraron que la culpa era de una combinación de perforación y actividad sísmica. Solo 3 pensaron que el terremoto fue el único responsable, y 16 geocientíficos creyeron que la evidencia no era concluyente.
El informe del debate y sus resultados se publicó en la revista AAPG Explorer. El artículo afirmaba que el proceso de votación fue una decisión del moderador y solo reflejaba las opiniones de un grupo de personas en la sala de sesiones en ese momento y de ninguna manera respaldadas por la asociación. Además, advirtió a los lectores que no consideren el resultado de la votación de ninguna manera como una validación científica.
Sobre el posible desencadenante del volcán de lodo Lusi, un grupo de geólogos e ingenieros de perforación de la compañía petrolera refutó la hipótesis de la fracturación hidráulica. Sugirieron que el análisis basado en los datos del pozo mostró que el pozo era seguro y que la presión en el pozo estaba por debajo de la presión crítica. Por lo tanto, es poco probable que el pozo se fracturara con la carga. Su artículo también publicó datos e información de pozos por primera vez para las comunidades científicas, ya que las opiniones y los artículos técnicos hasta ese momento carecían de datos precisos de pozos y se vieron obligados a depender de una serie de suposiciones. Sin embargo, estudios posteriores han refutado las afirmaciones hechas en este documento, y han destacado que una serie de afirmaciones hechas en este estudio se contradicen directamente con los informes y documentos del sitio de pozos de la propia empresa petrolera.
En febrero de 2010, un grupo liderado por expertos de la Universidad de Durham de Gran Bretaña dijo que las nuevas pistas reforzaban las sospechas de que la catástrofe fue causada por un error humano. En la revista Marine and Petroleum Geology, el profesor Richard Davies, del Centro de Investigación de Sistemas de Energía Terrestre (CISET), dijo que los perforadores, que buscaban gas cerca, habían cometido una serie de errores. Habían sobrestimado la presión que el pozo podía tolerar y no habían colocado una carcasa protectora alrededor de una sección del pozo abierto. Luego, después de no encontrar ningún gas, sacaron el taladro mientras el agujero era extremadamente inestable. Al retirar el taladro, expusieron el pozo a un golpe de presión de agua presurizada y gas de las formaciones rocosas circundantes. El resultado fue una afluencia similar a un volcán que los perforadores intentaron en vano detener.
En la misma revista Marine and Petroleum Geology, el grupo de geólogos e ingenieros de perforación refutó la acusación que mostraba que la presión máxima de un golpe de presión era demasiado baja para fracturar la formación rocosa. El análisis de presión del pozo basado en datos confiables mostró que el pozo es más fuerte que la presión máxima ejercida sobre el pozo. Esto implica que es probable que la hipótesis de la fracturación hidráulica sea incorrecta. Además, afirmaron que el modelo desarrollado por el profesor Davies es demasiado simplista al no considerar todo el conjunto de datos y la información disponibles en su análisis.
El documento técnico de 2010 de esta serie de debates presenta la primera visión general equilibrada de la anatomía del sistema volcánico de lodo de Lusi con especial énfasis en las incertidumbres críticas y su influencia en el desastre. Mostró las diferencias en las dos hipótesis, la fuente de agua y la comprensión actual de la geología del subsuelo debajo del volcán de lodo. Es necesario realizar más estudios de campo geológicos y análisis basados en datos fácticos antes de que se pueda deducir cualquier conclusión sobre qué causó realmente el volcán de lodo Lusi.
En febrero de 2015, Tingay compiló una cronología nueva y detallada de la perforación del pozo Banjar Panji-1 y los primeros días del flujo de lodo de Sidoarjo. Esta cronología se construye a partir de informes de perforación diarios e informes del sitio del pozo y es la primera en resaltar y documentar las numerosas inconsistencias entre los documentos y los informes. La nueva cronología destaca que una serie de afirmaciones clave hechas por Lapindo Brantas se contradicen con sus propios informes diarios de perforación y de localización de pozos (que se incluyen como apéndice en). Estos incluyen los reclamos de que las pérdidas ocurrieron siete minutos después del terremoto (cuando los datos de perforación en realidad sugieren que las pérdidas precedieron al terremoto); que las pérdidas a profundidad total ocurrieron inmediatamente después de las réplicas importantes (mientras que las pérdidas totales ocurrieron más de 1.5 horas después de las réplicas); que las pérdidas a profundidad total se curaron (mientras que hay múltiples informes de pérdidas en curso durante un período de 18 horas mientras se sacaba del pozo); que el golpe de presión de perforación cesó en 3 horas (mientras que las presiones de la tubería de perforación fluctúan repetidamente durante 24 horas después del golpe de presión, lo que indica ciclos continuos de afluencia y pérdidas en el fondo del pozo); que no hay evidencia de pérdidas en el fondo del pozo (que indicarían fracturamiento o reactivación de la falla) durante el golpe de presión de perforación (sin embargo, los informes de los ingenieros de lodos indican que se perdieron más de 300 barriles de lodo de perforación durante el golpe de presión) y; que no había conexión entre el flujo de lodo y el pozo (sin embargo, los informes diarios de perforación indican que la actividad del flujo de lodo disminuyó notablemente cuando se bombeó lodo de perforación denso al pozo durante los intentos de detener el flujo de lodo).
En julio de 2013, Lupi et al. propuso que la erupción de lodo de Lusi fue el resultado de un evento natural, provocado por un terremoto distante en Yogyakarta dos días antes. Como resultado, las ondas sísmicas se enfocaron geométricamente en el sitio de Lusi, lo que provocó la generación de lodo y CO2 y una reactivación de la falla local de Watukosek. Según su hipótesis, la falla está vinculada a un sistema hidrotermal profundo que alimenta la erupción. Sin embargo, esta hipótesis ha sido muy criticada debido a que los modelos originales contienen un error importante. El estudio original propuso que una "capa de alta velocidad" enfocaba las ondas del terremoto, amplificando el efecto del terremoto. Sin embargo, desde entonces se ha demostrado que la "capa de alta velocidad" es un artefacto inexistente causado por las mediciones de velocidad de la carcasa de acero en el pozo Banjar Panji-1, lo que dio como resultado que los modelos originales asumieran que existía una "capa de acero" subterráneo. Lupi y col. han reconocido este error, pero argumentan en una corrección de errores que no influye en sus resultados, como lo han propuesto en un nuevo modelo de velocidad, argumentando la existencia de una capa de alta velocidad diferente a la misma profundidad. Aún quedan dudas significativas sobre este modelo revisado, ya que otro estudio indica que no hay evidencia geológica o geofísica de ninguna capa abovedada significativa de alta velocidad en la ubicación del flujo de lodo que refleje y amplifique las ondas sísmicas. Un estudio de Rudolph et al. en 2015 replicó el modelo de propagación de ondas sísmicas en la ubicación del flujo de lodo de Sidoarjo utilizando los dos modelos de velocidad competidores, y propuso que el modelo realizado por Lupi et al. exagera el efecto del terremoto de Yogyakarta en el lugar del flujo de lodo.
En junio de 2015, Tingay et al. utilizaron datos geoquímicos registrados durante la perforación del pozo Banjar Panji-1 para probar la hipótesis de que el terremoto de Yogyakarta provocó licuefacción y reactivación de fallas en la ubicación del flujo de lodo. La licuefacción de las arcillas de Kalibeng es un componente crucial de la hipótesis de reactivación de fallas inducida por terremotos, ya que este proceso libera gases y fluidos que causan los cambios de presión propuestos para inducir el deslizamiento de fallas. Los datos geoquímicos de perforación midieron los gases producidos por las rocas del subsuelo en el Banjar Panji-1 en las semanas anteriores al terremoto de Yogyakarta y los días posteriores, y proporcionan los primeros datos para examinar directamente los efectos del terremoto en el fondo del pozo. Los datos no mostraron un aumento de la liberación de gases en los días posteriores al terremoto de Yogyakarta, lo que indica que la licuefacción y los cambios de presión relacionados con el gas no fueron provocados por el terremoto. Los datos también muestran que los aumentos de gas de las formaciones de fondo de pozo solo comenzaron cuando se produjo el golpe de presión de perforación, lo que brinda más apoyo a que el flujo de lodo fue provocado por las actividades de perforación.

## Galería

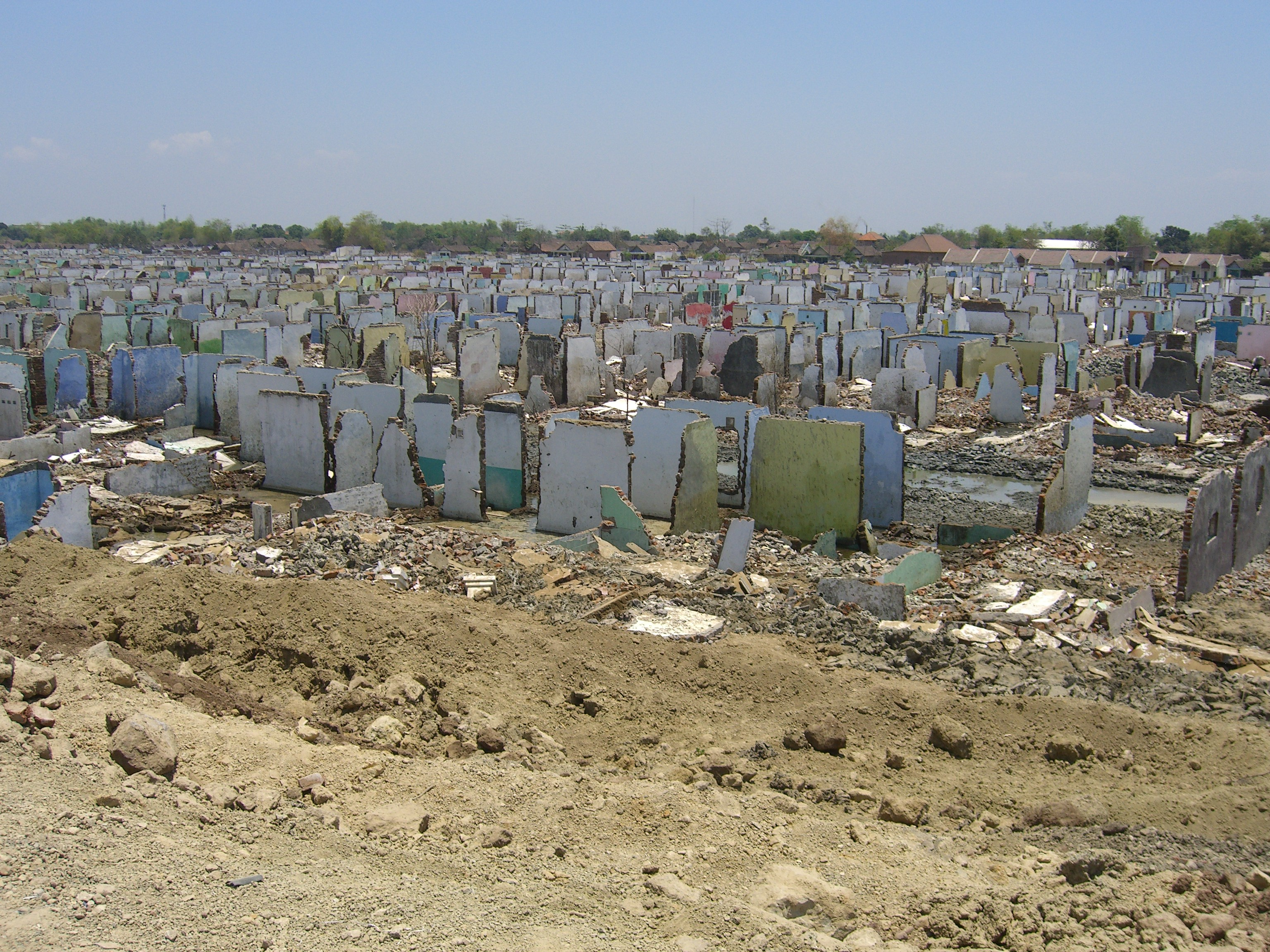
Foto tomada de la zona de Sidoarjo destruida por el lodo.
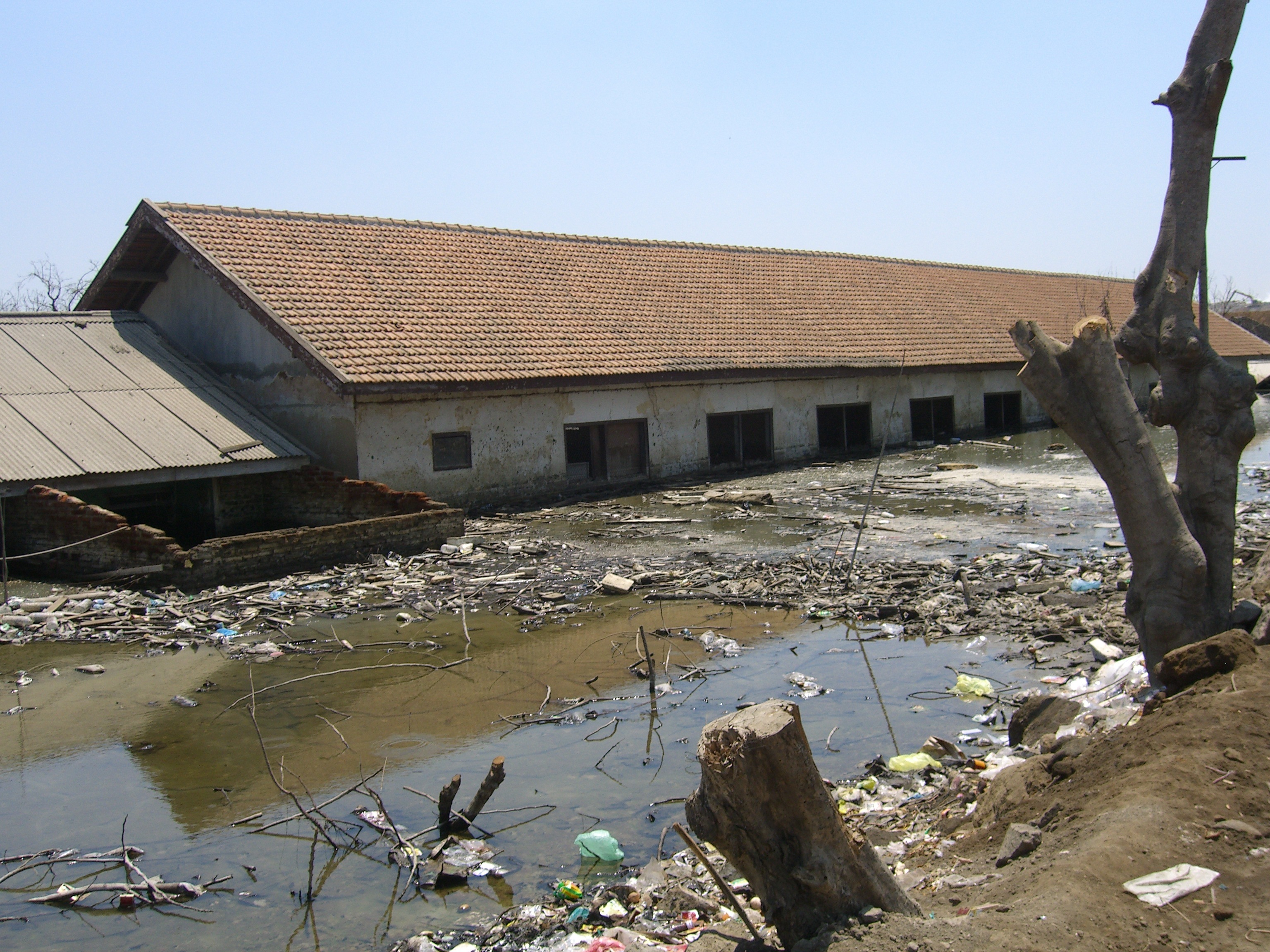
Escuela destruida por el flujo de lodo.
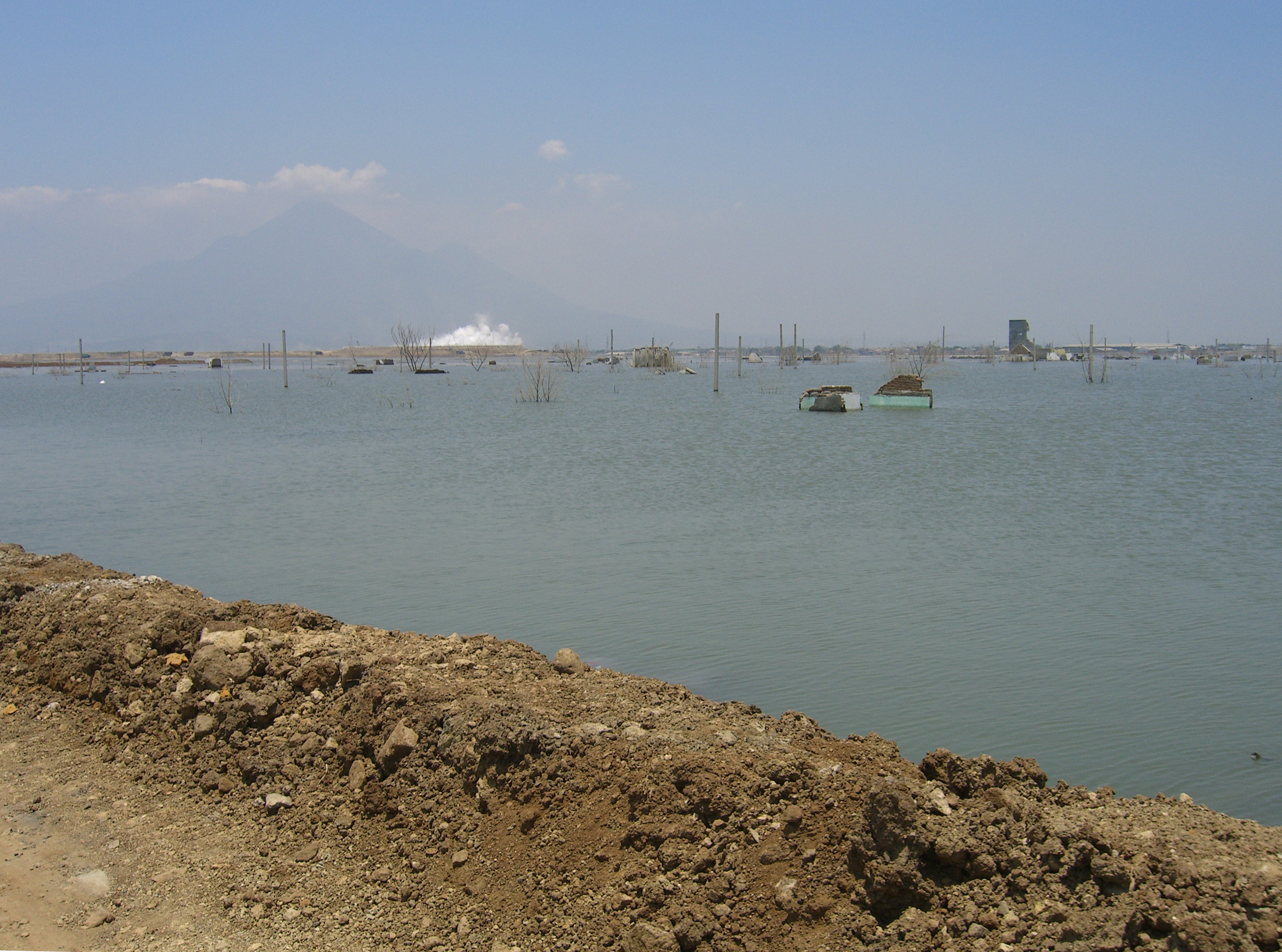
Lago creado por lodo con flujo de lodo humeante de fondo.
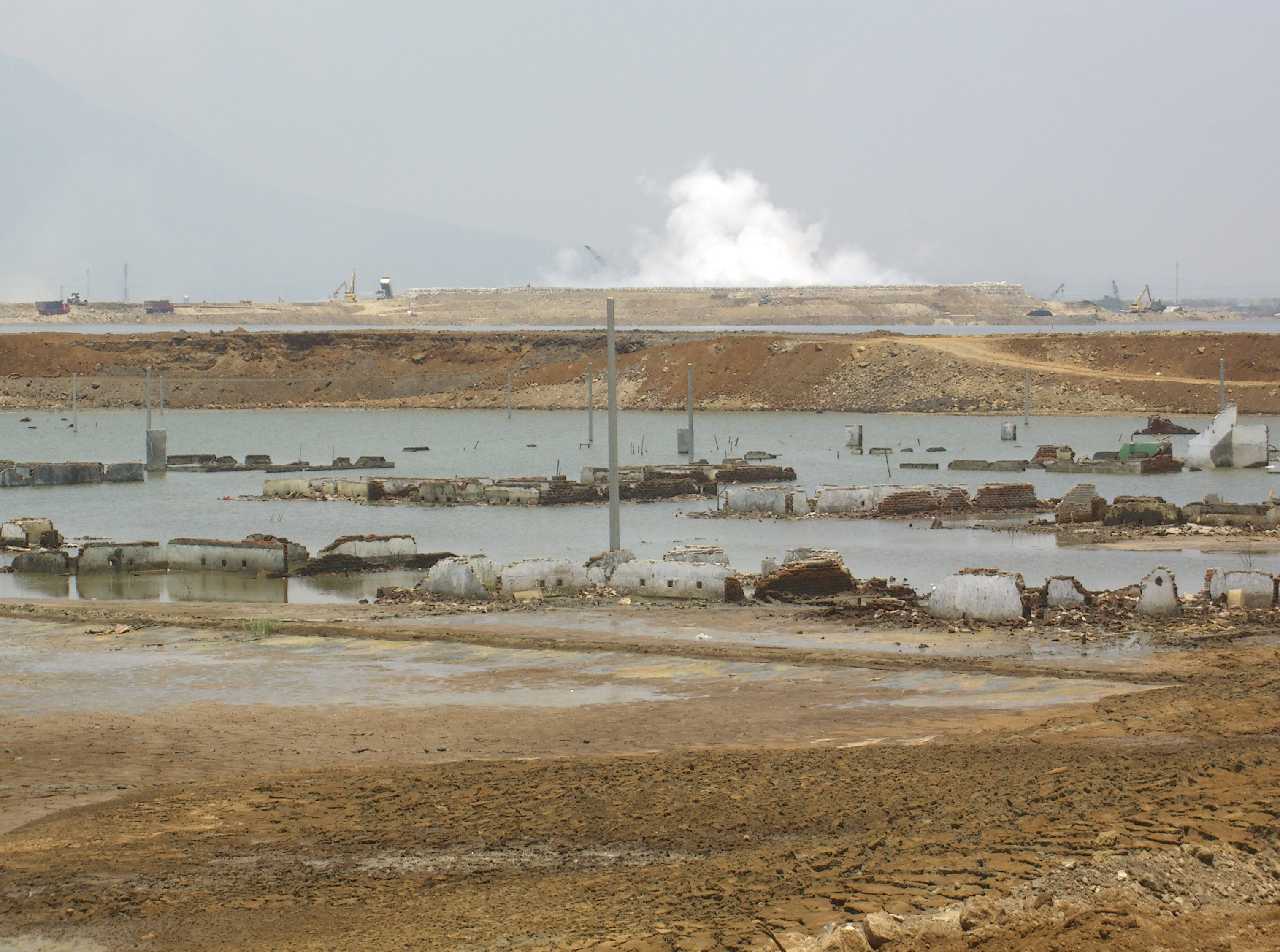
La imagen muestra la escala del pozo de barro, con esfuerzos para contenerlo quitando el lodo y creando terraplenes para la defensa contra inundaciones.